# 熙麟 (道光進士)
熙麟（1799年—1864年），富察氏，字亦雲，滿洲镶黄旗人。清朝政治人物，进士出身。

## 生平
熙麟爲廕生出身，道光十八年（1838年）戊戌科中式二甲進士。授戶部主事，歷任廣西司主事、浙江司員外郎、雲南司郎中。咸豐四年（1854年）升內閣學士。歷升戶部右侍郎、鑲黃旗漢軍副都統、科布多幫辦大臣、內務府大臣等職。同治元年（1862年）任陝甘總督，鎮壓陝西回族起事。同治三年（1864年）病免，不久卒，諡忠勤。

## 家族
- 父福祥，官杭州将军。
- 胞姊富察氏，分别嫁镶黄旗满洲、浙江巡抚富察氏烏爾恭額（胞侄道光三十年（1850年）庚戌科进士恒林 (道光进士)），镶黄旗蒙古、道光十二年（1832年）壬辰恩科进士杭阿坦氏阿彥達（胞兄嘉慶甲戌科進士鼐滿達，父陝甘總督全保）。
- 子德元，道光二十六年（1846）丙午科顺天乡试举人。
- 孙绪曾。

## 外部連結
- 熙麟 （页面存档备份，存于） 中研院史語所